# Brody (gromada w powiecie wadowickim, 1967–1972)
Brody (do 30 XII 1966 Kalwaria Zebrzydowska) – dawna gromada, czyli najmniejsza jednostka podziału terytorialnego Polskiej Rzeczypospolitej Ludowej w latach 1954–1972.
Gromady, z gromadzkimi radami narodowymi (GRN) jako organami władzy najniższego stopnia na wsi, funkcjonowały od reformy reorganizującej administrację wiejską przeprowadzonej jesienią 1954 do momentu ich zniesienia z dniem 1 stycznia 1973, tym samym wypierając organizację gminną w latach 1954–1972.
Gromadę Brody z siedzibą GRN w Brodach utworzono 1 stycznia 1967 roku w powiecie wadowickim w woj. krakowskim w związku z przeniesieniem siedziby GRN gromady Kalwaria Zebrzydowska z Kalwarii Zebrzydowskiej do Brodów i przemianowaniem jednostki na gromada Brody.
W kwietniu 1969 dla gromady ustalono 27 członków gromadzkiej rady narodowej.
1 stycznia 1970 gromada składała się ze wsi: Brody, Bugaj, Izdebnik, Podchybie, Stanisław Dolny i Zebrzydowice.
Gromada przetrwała do końca 1972 roku, czyli do kolejnej reformy gminnej. 1 stycznia 1973 utworzono gminę Brody.
Uwaga: Jednostka o nazwie gromada Brody – lecz o zupełnie innym obszarze – istniała też w latach 1954–59.